# Linda Shearman
Linda Shearman é uma ex-patinadora artística britânica, que competiu na dança no gelo. Com Michael Phillips ela conquistou uma medalha de prata em campeonatos mundiais, uma medalha de ouro, uma de prata e uma de bronze em campeonatos europeus e foi bicampeã do campeonato nacional britânico.

## Principais resultados

### Com Michael Phillips
| Resultados                                            | Resultados        | Resultados       | Resultados       | Resultados    | Resultados    | Resultados    | Resultados    | Resultados    | Resultados    | Resultados    | Resultados    | Resultados    | Resultados    | Resultados    | Resultados    |  |
| Internacional                                         | Internacional     | Internacional    | Internacional    | Internacional | Internacional | Internacional | Internacional | Internacional | Internacional | Internacional | Internacional | Internacional | Internacional | Internacional | Internacional |  |
| Evento/Temporada                                      | 1960– 1961        | 1961– 1962       | 1962– 1963       |               |               |               |               |               |               |               |               |               |               |               |               |  |
| ----------------------------------------------------- | ----------------- | ---------------- | ---------------- | ------------- | ------------- | ------------- | ------------- | ------------- | ------------- | ------------- | ------------- | ------------- | ------------- | ------------- | ------------- |  |
| Campeonato Mundial                                    |                   | 4.ª              | Medalha de prata |               |               |               |               |               |               |               |               |               |               |               |               |  |
| Campeonato Europeu                                    | Medalha de bronze | Medalha de prata | Medalha de ouro  |               |               |               |               |               |               |               |               |               |               |               |               |  |
| Nacional                                              |                   |                  |                  |               |               |               |               |               |               |               |               |               |               |               |               |  |
| Campeonato Britânico                                  |                   | Medalha de ouro  | Medalha de ouro  |               |               |               |               |               |               |               |               |               |               |               |               |  |
|                                                       |                   |                  |                  |               |               |               |               |               |               |               |               |               |               |               |               |  |
| Legenda: Competição não foi disputada nesta temporada |                   |                  |                  |               |               |               |               |               |               |               |               |               |               |               |               |  |